# 羅扎尼夫卡 (扎列希基區)
48°50′10″N 25°42′35″E / 48.83611°N 25.70972°E
羅扎尼夫卡（烏克蘭語：Рожанівка），是烏克蘭的村落，位於該國西部捷爾諾波爾州，由喬爾特基夫區負責管轄，始建於1802年，面積0.22平方公里，2001年人口695，人口密度每平方公里3,159.1人。